# Bruto de Troya
Bruto de Troya, o Bruto de Britania (en latín: Brutus; en galés: Bryttys), es un personaje legendario, bisnieto de Eneas y rey fundador de Britania según Godofredo de Monmouth. Según la Historia Regum Britanniae de Godofredo, tiene una aparición en que se le anuncia que debe navegar hacia unas islas verdes, pobladas por gigantes, pero que no tendría problemas en conquistar las islas y establecer allí un reino.

## La saga
Según la saga británica, mató por descuido durante la caza a su padre Silvius, hijo de Ascanio, hijo de Eneas y rey de Alba Longa. Fue desterrado por ello y, en el destierro, liberó de los griegos a un grupo de esclavos troyanos y se convirtió en su caudillo. 
Es entonces cuando tiene la visión que le impulsa al viaje y, tras una serie de batallas en la región de Tours en las Galias, se asentó en Britania con ayuda de su compañero troyano Corineus, donde venció a los gigantes.
La saga atribuye también a Bruto la fundación de Trinovantum, el futuro Londres. Aunque sin base científica, Godofredo alega que el nombre procede de Troi-novantum o "Nueva Troya". En ella, según la leyenda, gobernó Bruto 23 años, compilando además un libro de leyes.

## Recuerdos
Según Geoffrey de Monmouth, Bruto y sus compañeros tomaron tierra en la localidad de Totnes, del condado de Devon. Así lo conmemora una piedra en la Fore Street de Totnes, conocida por el nombre de Brutus Stone.